# Nilson Fidélis
Nilson Fidélis, o popular Pico (Florianópolis, 30 de dezembro de 1950 — Florianópolis, 1 de julho de 2006), foi um empresário do ramo automobilístico em Florianópolis.
Pico foi presidente do Avaí Futebol Clube de 1988 a 1989, levando o clube à conquista do campeonato estadual em 1988; e num segundo mandato de 1992 a 1993.
Em sua homenagem, o troféu do Torneio classificatório à Copa do Brasil 2007 oferecido pela Federação Catarinense de Futebol, conquistado pelo Avaí, foi nomeado de Taça Nilson "Pico" Fidélis.